# 라이프 인 어 데이 2020
라이프 인 어 데이 2020(LIFE IN A DAY 2020)은 미국에서 제작된 캐빈 맥도널드 감독의 2020년 다큐멘터리 영화이다. 라이프 인 어 데이 (2011년 영화)의 후속작으로, 2021년 2월 1일 선댄스 영화제에서 초연되었고 이후 유튜브에서 2월 6일 상영되어 대체로 호의적인 평가를 받았다.